# 十川信介
十川 信介（とがわ しんすけ、1936年12月21日 - 2018年11月18日）は、日本文学研究者。専門は日本近代文学。学習院大学名誉教授。

## 来歴
北海道旭川市出身。北海道旭川北高等学校を経て、1960年京都大学文学部国文学科卒、1966年、同大学院文学研究科博士課程満期退学。1967年京都府立大学講師、1968年同助教授を経て、1978年学習院大学教授。2007年、定年退職、学習院大学名教授。2008年日本近代文学館副理事長。2010年より花園大学客員教授。
京大で中村光夫の教えを受け、二葉亭四迷研究を始める。1981年、『島崎藤村』で亀井勝一郎賞受賞。
2018年11月18日、虚血性心疾患のため、死去。81歳没。

## 著書
- 『二葉亭四迷論』筑摩書房 1971
- 『島崎藤村』筑摩書房 1980
- 『「ドラマ」・「他界」　明治二十年代の文学状況』筑摩書房 1987
- 『「銀の匙」を読む』岩波書店「岩波セミナーブックス」 1993／岩波現代文庫 2012
- 『明治文学 ことばの位相』岩波書店 2004
- 『近代日本文学案内』別冊岩波文庫 2008
- 『落ち葉のはきよせ　近代文学研究余録』私家版 2009
- 『島崎藤村　「一筋の街道」を進む』ミネルヴァ書房「日本評伝選」 2012
- 『夏目漱石』岩波新書 2016

### 編・解説
- 『島崎藤村 鑑賞日本現代文学4』角川書店 1982
- 『二葉亭四迷全集 別巻』筑摩書房 1993
- 『藤村文明論集』岩波文庫 1988
- 『藤村随筆集』岩波文庫 1989
- 『明治文学回想集』岩波文庫（上下） 1998-1999
- 『漱石追想』岩波文庫 2016

## 注
1. 1 2 3 4 5 6 7 8 9  「十川信介先生 略歴」『學習院大學國語國文學會誌』第51巻、學習院大學國語國文學會、2008年3月、3-4頁。
2. 1 2 3  十川信介氏が死去　学習院大名誉教授 - 日本経済新聞 2018年11月28日
3. 1 2  『北海道年鑑 2001年版』北海道新聞社
4. ↑  中村光夫『二葉亭四迷伝』講談社文庫、解説。

## 参考
- 「島崎藤村」著者略歴
- 『文藝年鑑』2004-2011